# 第37装甲擲弾兵旅団 (ドイツ連邦陸軍)
第37装甲擲弾兵旅団「ザクセン自由州」（だい37そうこうてきだんへいりょだん、ドイツ語：Panzergrenadierbrigade 37 "Freistaat Sachsen"）は、ドイツ連邦陸軍の旅団の一つ。現在は第13装甲擲弾兵師団の隷下にあり、旅団司令部をフランケンベルクに置き、旅団隷下部隊はザクセン州とテューリンゲン州に駐屯している。旅団はドイツ連邦軍における安定化戦力の一部に指定されている。

## 任務
第37装甲擲弾兵旅団は紛争予防を目的とした多国籍部隊での運用と連邦陸軍における安定化戦力の一部として配備される。多国籍部隊には主に北大西洋条約機構と欧州連合の枠組みで参加する。旅団は自国が防衛事態の際には国防の任に就き、NATO加盟国が防衛事態に至った場合には加盟国のために運用される。

## 部隊編制
- 旅団司令部中隊　在フランケンベルク
- 第13偵察大隊　在ゴータ
- 第13後方支援大隊　在フランケンベルク、ゴータ
- 第371装甲擲弾兵大隊　在マリーエンベルク
- 第391装甲擲弾兵大隊　在バート・ザルツンゲン
- 第393戦車大隊　在バート・ザルツンゲン
- 第701通信大隊　在フランケンブルク
- 第701装甲工兵大隊　在ゴータ

## 歴史
旅団の歴史は1990年のドイツ民主共和国国家人民軍(東ドイツ軍)の解体・統合から始まる。1991年に国家人民軍地上軍(陸軍)第7戦車師団を母体に第37郷土防衛旅団が新編される。旅団の愛称には「ザクセン自由州」が与えられた。1993年に旅団としては最初の新兵訓練が開始される。1995年に旅団は第37装甲擲弾兵旅団に改称され、旅団司令部はドレスデンからフランケンベルクに移転される。翌1996年に第37猟兵旅団に改称された。1997年にはオーデル川の洪水のため災害出動し、1998年にはボスニアでのSFOR第2次派遣隊に参加する。2001年、第39装甲旅団「テューリンゲン」の解散に伴い、第391装甲擲弾兵大隊と第393戦車大隊が編入される。このため第373降下猟兵大隊が第31空挺旅団に配転される。2001年から2002年にかけてのボスニアでのSFOR第4次派遣隊は本旅団が主力部隊となる。2003年にドーベルルーク＝キルヒハインの第370装甲工兵中隊が解散される。2004年から2005年のISAF第6次派遣隊と第2次PRTクンドゥスのドイツの運用割り当てに参加する。2005年に第375装甲砲兵大隊が解隊される。2006年にフランケンベルク駐屯の第131後方支援大隊がISAF第11次ドイツ担任に参加する。
2007年1月25日にバート・ザルツンゲンの第390装甲工兵中隊が解隊し、同年3月から4月にかけてゴータにて第701装甲工兵大隊が新編される。同様にフランケンブルクでは第701通信大隊が、ゴータでは第13（装甲）偵察大隊が新編された。これらの部隊は以前には第13装甲擲弾兵師団の直轄部隊であった。2007年4月1日に旅団は第37装甲擲弾兵旅団に改称し再編成される。これにより第131整備大隊は第131後方支援大隊に、第701工兵大隊は第701装甲工兵大隊にそれぞれ改編された。新陸軍計画に基づいて更に再編成が進められる。2007年7月31日に第13装甲偵察大隊は第13偵察大隊に再編成され、隷下部隊には解隊していた第370装甲偵察中隊と第390装甲偵察中隊の要素を取り込んだ。2007年7月に第371猟兵大隊は第371装甲擲弾兵大隊に再編成される。2008年には第571山岳猟兵大隊と第370補給中隊が解隊する。

## 歴代旅団長
| 代 | 氏名                                                  | 着任           | 離任           |
| -- | ----------------------------------------------------- | -------------- | -------------- |
| 1  | ヴォルフガング・グリッヒ陸軍大佐 Wolfgang Gülich      | 1991年6月27日  | 1995年9月22日  |
| 2  | ラインハルト・ギュンツェル陸軍大佐 de:Reinhard Günzel | 1995年9月22日  | 1997年         |
| 3  | ライナー・グラッツ陸軍大佐 de:Rainer Glatz            | 1998年1月29日  | 2001年2月23日  |
| 4  | アルミン・シュタイギス陸軍大佐 Armin Staigis          | 2001年2月23日  | 2004年11月12日 |
| 5  | マルクス・クナイプ陸軍大佐 de:Markus Kneip            | 2004年11月12日 | 2006年10月27日 |
| 6  | ヨルク・フォルマー陸軍准将 de:Jörg Vollmer            | 2006年10月27日 |                |